# Trithrinax campestris
La palma caranday (Trithrinax campestris (Burmeist.) Drude & Griseb.)  è una pianta della famiglia delle Arecacee, nativa delle savane uruguayane e del nord-est dell'Argentina.

## Descrizione
Trithrinax campestris è una palma pianta floreale monocotiledone di relativamente modesta altezza (alta fino a 6 m) e stelo largo  generalmente coperto dalle rimanenze del fogliame precedente che funge da spesso rivestimento protettivo. Le foglie di caranday sono lunghe circa 1 metro, palmate, arrotondate, con un picciolo spinoso e molto rigido

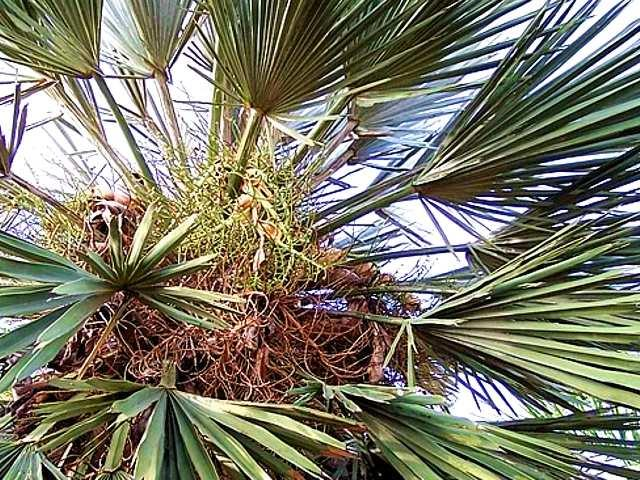
Dettaglio del fogliame di Trithrinax campestris

I segmenti delle foglie sono rigidi, di colore da un verde scuro al blu, con il rovescio verde chiaro. Come sale in altezza l'habitat, il fogliamo diviene più grigiastro, che è tipico dei caranday di montagna.
I fiori formano infiorescenze a gruppi poste alla base delle foglie vive. Questi contengono fino a 100 fiori ermafroditi di ampiezza da 10 a 20 mm. La palma fiorisce in autunno. I frutti maturano verso la fine dell'estate successiva. Essi consistono in drupe subsferiche giallo-marroni di diametro da 1 a 2 cm, con un sottile mesocarpo carnoso e un fibroso endocarpo. 

## Distribuzione e habitat

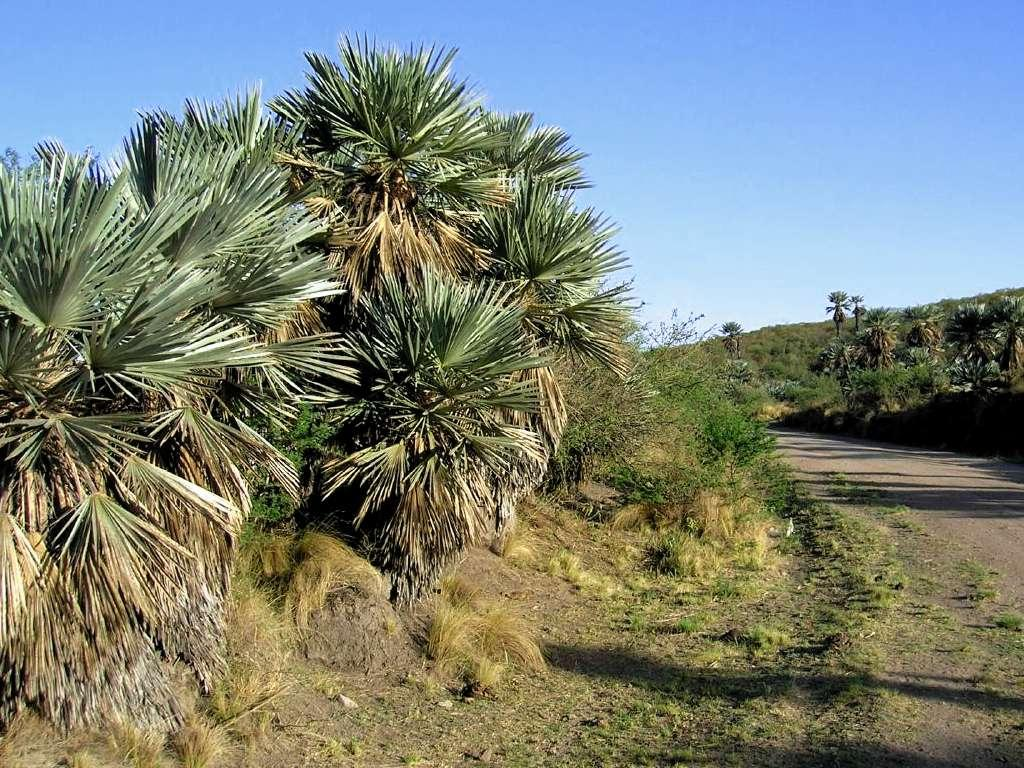
Formazione di Trithrinax campestris a Pampa de Pocho, Argentina

Trithrinax campestris preferisce i suoli sabbiosi o rocciosi (benché sia resistente ad alluvioni estese e persistenti). 
È molto resistente alla siccità, e a un intervallo di temperature da -9 °C a -15 °C, ma non nel periodo della crescita, sebbene essa tenda, in queste condizioni, a riparare le sue foglie. Essa è una delle palme più robuste al mondo, poiché cresce anche sulle montagne delle Sierras de Córdoba e delle Sierras de San Luis: si sa che esemplari che crescono a queste altitudini tollerano condizioni di freddo speciali e crescono a nord come le Isole britanniche. I semi germinano rapidamente, ma più tardi la crescita è molto lenta.
Queste palme si trovano naturalmente in gruppi formati da parecchi individui o compongono ampie foreste ove presentano una forte dominanza. La loro principale minaccia ambientale è la deforestazione o il rogo naturale, poiché gli spessi involucri secchi dei gambi sono altamente infiammabili.

## Usi
Le foglie sono ricche di fibre e molto resistenti alla trazione. Se ne fanno prodotti artigianali quali cappelli, scarpe e ventagli. Foglie intere vengono tagliate e utilizzate come spazzole rudimentali. I frutti non si mangiano, ma se ne estrae localmente una bevanda alcolica per fermentazione. Le palme 
caranday sono anche apprezzate e coltivate in tutto il mondo come piante ornamentali in quanto facili da mantenere, resistenti al freddo e alla carenza di acqua. Inoltre sono piante ornamentali dalle quali si ottiene una buona produzione di miele